# جائحة فيروس كورونا في آسيا
بدأت جائحة فيروس كورونا 2019-20 في آسيا في ووهان وخوبي، الصين، وانتشرت على نطاق واسع في جميع أنحاء القارة.
حتى 22 مارس 2020، كان قد أُبلِغ عن حالة واحدة على الأقل من حالات الإصابة بكوفيد-19 في كل دولة في آسيا باستثناء طاجيكستان وتركمانستان، بينما أبلغت كوريا الشمالية واليمن عن حالات مشتبه بها. يُعدّ أكبر عدد من الحالات المبلغ عنها في آسيا في الوقت الحاضر في الصين وإيران.
شهدت العديد من دول جنوب شرق آسيا ارتفاعًا كبيرًا في عدد الحالات بعد فعالية تبليغ أكبر التي أقيمت في الفترة من 27 فبراير حتى 1 مارس في مسجد في كوالالمبور، حيث يُعتَقد أن العديد من الأشخاص قد أصيبوا بالعدوى. حضر الفعالية نحو 16000 شخص، من بينهم نحو 1500 شخص من خارج ماليزيا. تشارك الحاضرون الطعام، وجلسوا بالقرب من بعضهم البعض، وأمسكوا بأيدي بعضهم البعض خلال الفعالية. وفقًا للضيوف، لم يتحدث قادة الفعالية عن احتياطات كوفيد-19، ولكن معظم الحضور غسلوا أيديهم أثناءها. تعرضت السلطات الماليزية لانتقادات بسبب السماح للفعالية بالمضي قدمًا.

## الحالات المؤكدة

### أفغانستان
في 23 فبراير 2020، اشتُبه في إصابة ثلاثة مواطنين على الأقل من هرات كانوا قد عادوا مؤخرًا من قم بكوفيد-19. أُرسِلت عينات الدم إلى كابول لإجراء المزيد من الاختبارات. أغلقت أفغانستان فيما بعد حدودها مع إيران.
في 24 فبراير، أكدت أفغانستان أول حالة إصابة بكوفيد-19 تتعلق بأحد الأشخاص الثلاثة من هرات، وهو رجل يبلغ من العمر 35 عامًا أثبتت إصابته بفيروس كورونا المرتبط بالمتلازمة التنفسية الحادة الشديدة النوع 2. في 7 مارس، أُكدَت ثلاث حالات جديدة في محافظة هرات. في 10 مارس، أبلِغ عن أول حالة خارج مقاطعة هرات، وكانت في مقاطعة سمنكان، ليصل العدد الإجمالي إلى خمس حالات.

### أرمينيا
أكدت أرمينيا وجود أول حالة إصابة بفيروس كورونا لديها في وقت متأخر من ليلة 29 فبراير/الصباح الباكر من 1 مارس، معلنةً أن مواطنًا أرمنيًا يبلغ من العمر 29 عامًا قد عاد من إيران وتأكدت إصابته بالفيروس. خضعت زوجته أيضًا للاختبار وجاءت نتائجها سلبية. أعلن رئيس الوزراء نيكول باشينيان أنه «في حالة جيدة الآن». ويخضع نحو 30 شخصًا ممن اتصلوا به للاختبار وسيُعزلوا. كانت أرمينيا قد أغلقت في وقت سابق حدودها مع إيران. حتى 15 مارس، كانت هناك 23 حالة مؤكدة مع وجود أكثر من 300 في الحجر الصحي. في 23 مارس، أُكِدت 23 حالة.

### أذربيجان
في 28 فبراير، أكدت أذربيجان حالة الإصابة الأولى لمواطن روسي قادم من إيران. تأكَّد وجود حالتين أخريتين في البلاد لمواطنيّن أذربيجانيين عادئدين من إيران وعُزِلوا جميعًا. في نفس اليوم أغلقت أذربيجان الحدود مع إيران لمدة أسبوعين. اعتبارًا من 4 مارس، توقفت أذربيجان أيضًا عن السماح للشاحنات والواردات القادمة من إيران بدخول البلاد. في 11 مارس، أكد مسؤولو الدولة وجود حالتين جديدتين، واحدة لامرأة قادمة من إيران والأخرى لطالب عائد من إيطاليا. في 11 مارس، كانت هناك 15 حالة إصابة مؤكدة في أذربيجان.
حتى 13 مارس، أُكِدت أربع حالات أخرى، وبذلك وصل العدد الإجمالي إلى 19 حالة. لجميعهم تاريخ سفر من إيران وإيطاليا.

### البحرين
أُكِدت حالة الإصابة الأولى في البلاد في 21 فبراير. سجلت البحرين ما مجموعه 565 حالة من حالات الكوفيد -19 منها أربع وفيات و337 حالة تعافي. كشفت الحكومة البحرينية عن حزم تحفيز بقيمة 4.3 مليار دينار بحريني تشمل إعفاء المستهلكين من فواتير الكهرباء والمياه لمدة ثلاثة أشهر.

### بنغلاديش
أُكِدت حالات الإصابة الثلاث الأولى للبلاد في 7 مارس 2020. كانت اثنتان من تلك الحالات قد عادت من إيطاليا إلى بنغلاديش والثالثة لفرد من عائلة إحدى هاتين الحالتين. في 18 مارس، أُبلِغ عن أول حالة وفاة معروفة بفيروس كورونا في البلاد.
في 22 مارس، أعلنت بنغلاديش عن تعطّل لمدة 10 أيام اعتبارًا من 26 مارس إلى 4 أبريل لمكافحة انتشار فيروس كورونا. أبلغت بنجلاديش يوم الأربعاء عن خامس حالة وفاة بسبب فيروس كورونا رغم عدم ظهور حالات إصابة جديدة خلال الـ 24 ساعة الماضية إذ علقت البلاد جميع الرحلات الداخلية والقطارات ووسائل النقل العام لمكافحة الجائحة.
ذكرت صحيفة دكا تريبيون، أن معهد علم الأوبئة وبحوث ومكافحة الأمراض (آي إي دي سي آر) قد أكد وفاة شخص آخر إثر إصابته بعدوى فيروس كورونا (كوفيد-19) في بنغلاديش، ما رفع عدد الوفيات جراء المرض في البلاد إلى خمسة.
أكدت بنجلادش يوم الأربعاء (1 أبريل) حالة وفاة أخرى ليرتفع عدد حالات الوفاة في البلاد إلى ستة بينما ارتفع عدد الحالات الإيجابية إلى 54. مُدِدَ الإغلاق في جميع أنحاء البلاد حتى 9 أبريل للحد من انتشار المرض، لكن رئيسة الوزراء الشيخة حسينة واجد قالت يوم الثلاثاء أن المكاتب والصناعات يمكنها استئناف العمل. وقال وزير الصحة زاهد مالك «نستورد 300 جهازًا آخر من أجهزة التنفس الاصطناعي، وهناك نحو 700 جهاز تنفس اصطناعي في المستشفيات الخاصة».

### بوتان
في 6 مارس، أُكِدت أول حالة إصابة في البلاد.

### بروناي
في 9 مارس، أكدت وزارة الصحة أن اختبارًا أوليًا لفيروس كورونا جاءت نتيجته إيجابية لرجل في الـ53 كان عائدًا من كوالالمبور، ماليزيا في 3 مارس. نُقِل المريض إلى المركز الوطني للعزل في توتونج لتلقي العلاج.

### كمبوديا

خريطة انتشار الجائحة في كمبوديا (حتى 2 مايو 2020)

في 27 يناير، أكدت كمبوديا أول حالة إصابة بكوفيد- 19 في سيهانوكفيل، لرجل صيني يبلغ من العمر 60 عامًا، يدعى جيا جيان هوا، كان قد قدم إلى المدينة الساحلية من ووهان مع عائلته في 23 يناير. وُضِع ثلاثة أفراد آخرين من عائلته تحت الحجر الصحي إذ لم تظهر عليهم أي أعراض، بينما تم وضعه في غرفة منفصلة في مستشفى برياه سيهانوك للإحالة. وذكرت وزارة الصحة أنه بحلول 10 فبراير، بعد أسبوعين من العلاج وإبقائه تحت المراقبة، كان قد تعافى تمامًا، وذلك بالاعتماد على نتيجة سلبية للمرة الثالثة لاختبار أجراه معهد باستور في كمبوديا. وقد خرجت العائلة أخيرًا وعادوا إلى وطنهم في اليوم التالي. وبحلول حدوث ذلك كان معظم ال 80 مواطنًا صينيًا الذين وصلوا إلى سيهانوكفيل على نفس الرحلة التي قام بها جيا، قد عادوا إلى الصين، رغم أن مدينة ووهان لا تزال تحت الحجر الصحي.

### الصين

حالات الإصابة بكوفيد-19 في البر الرئيسي للصين مقسمة حسب الأقاليم.

تشير النمذجة المتطورة لتفشي المرض أن عدد الحالات في الصين كان ليصبح أعلى عدة مرات دون تدخلات مثل الكشف المبكر وعزل المصابين.
لأول مرة منذ تفشي كوفيد-19، كشفت الصين يوم الأربعاء عن وجود 1541 حالة بدون أعراض تحمل فيروس كورونا الجديد المميت، ما أثار مخاوف من موجة ثانية من الإصابات وسط استرخاء الإجراءات الصارمة التي بدأت بها الدولة لاحتواء المرض الفتاك.
حالات الإصابة بفيروس كورونا غير المصحوبة بأعراض هي تلك التي تحمل الفيروس ولكن لا تظهر عليها أي أعراض ويمكن أن تسبب تكتلات متفرقة للعدوى. في إعلان مفاجئ يوم الثلاثاء، قالت لجنة الصحة الوطنية الصينية (إن إتش سي) أنها ستبدأ في نشر بيانات المرضى الذين لا تظهر عليهم أعراض.
نقلت وكالة أنباء الصين الجديدة (شينخوا) عن بيان للجنة الصحة الوطنية الصينية (NHC) أن ما مجموعه 1541 مريضًا بدون أعراض مصابين بكوفيد-19 قد وضِعوا تحت المراقبة الطبية في الصين بنهاية يوم الاثنين، من بينهم 205 حالة واردة.

### قبرص
في 9 مارس، أكدت قبرص أول حالتي إصابة لديها، واحدة في نيقوسيا وأخرى في ليماسول.

### تيمور الشرقية
في 20 مارس، أكدت تيمور الشرقية أول حالة إصابة بكوفيد-19.

### جورجيا

خريطة تفشي المرض في جورجيا(حتى 15 أبريل:)
تمثل النقاط الحمراء المراكز الطبية التي تعالج المرضى حاليًا
نظام حجر صحي صارم
أُبلِغ عن حالات مؤكدة

أُلغيت جميع الرحلات الجوية من ووهان في الصين إلى مطار تبليسي الدولي حتى 27 يناير.  كما أعلنت وزارة الصحة أنه سيُفحَص جميع الركاب القادمين من الصين. كما أوقفت جورجيا مؤقتًا جميع رحلاتها إلى إيران.
في 26 فبراير، أكدت جورجيا أول حالة إصابة بكوفيد-19 لديها لرجل في الخمسين من عمره، عائد من إيران إلى جورجيا، وقد احتُجِز مستشفى الأمراض المعدية في تبليسي. وكان قد عاد إلى الحدود الجورجية عبر أذربيجان بسيارة أجرة.
وفي 28 فبراير، أكدت جورجيا أن اختبارات امرأة تبلغ من العمر 31 عامًا كانت مسافرة إلى إيطاليا جاءت إيجابية، أُدخلت مستشفى الأمراض المعدية في تبليسي.
عُزِل 29 آخرين في مستشفى تبليسي، وقال رئيس المركز الوطني الجورجي للسيطرة على الأمراض، أميران غامكريليدزه، أن هناك «احتمالية كبيرة» في إصابة البعض منهم بالفيروس.
في 5 مارس، جاءت نتيجة الاختبارات إيجابية لفيروس كورونا الجديد كوفيد-19 لخمسة أشخاص في جورجيا، ما أدى إلى زيادة إجمالي عدد المصابين في البلاد إلى تسعة. أعلن ذلك رئيس المركز الوطني الجورجي لمكافحة الأمراض أميران غامكريليدزه في المؤتمر الصحفي الإخباري الذي تلاه اليوم. قال أن جميع الأشخاص الخمسة ينتمون إلى نفس المجموعة إذ سافروا معًا إلى إيطاليا وعادوا إلى جورجيا يوم الأحد.
في 7 مارس، جاءت نتائج ثلاثة أشخاص إيجابية لفيروس كورونا الجديد في جورجيا ما رفع العدد الإجمالي للأشخاص المصابين في البلاد إلى اثني عشر. قال رئيس المركز الوطني الجورجي للسيطرة على الأمراض، أميران غامكريليدزه، في مؤتمر صحفي في اليوم التالي، أنه لا يوجد سبب للذعر. أحد المصابين هو نجل غامكريليدزي نيكولوز. كتب غامكريليدزه على صفحته على فيسبوك أنه أصيب بالمرض من زميل له في العمل جاءت نتائج اختباره لكوفيد-19 إيجابية يوم الأربعاء. علقت جورجيا رحلاتها المباشرة مع إيطاليا لمنع انتشار فيروس كورونا في البلاد. إذ أن معظم حالات الإصابة بفيروس كورونا في جورجيا اكتُشِفت في عائدين من إيطاليا مؤخرًا.

### هونغ كونغ
في 1 مارس، حدد مركز هونغ كونغ للحماية الصحية وجود 100 حالة (بما في ذلك حالتان مشتبه بهما قد تعافيتا) في هونغ كونغ، مع شفاء 36 مريضًا منذ ذلك الحين ووفاة اثنين. بحلول 2 أبريل، ارتفع عدد الحالات المؤكدة أو المحتملة في هونغ كونغ إلى 767 بعد تدفق الطلاب العائدين من الخارج. 467، أو 60.89% من الحالات كانت حالات واردة.

### الهند

خريطة تفشي الجائحة في الهند (حتى 15 أبريل):
1000+ حالة مؤكدة
500–999 حالة مؤكدة
100–499 حالة مؤكدة
50–99 حالة مؤكدة
10–49 حالة مؤكدة
1–9 حالة مؤكدة
انتقلت إلى مقاطعة أخرى

أصدرت حكومة الهند تحذيرًا بعدم السفر لمواطنيها، خاصة لووهان، حيث يدرس نحو 500 طالب طب هندي. وجهت سبعة مطارات دولية رئيسية لإجراء فحص حراري للمسافرين القادمين من الصين.
في 30 يناير، أكدت الهند الحالة الأولى لديها لطالب عائد من جامعة ووهان إلى كيرلا. في أوائل فبراير، أُكِدت حالتا إصابة أخريتان في ولاية كيرلا لأشخاص كانوا أيضًا في الصين. وقد تعافى الثلاثة بنجاح.
عُزِل 105 شخصًا في أنحاء ولاية ماهاراشترا لاحتمال تعرضهم للفيروس، وأبقيَ أربعة منهم تحت المراقبة، اعتبارًا من 1 مارس، مع صرف الباقين. كُشِف عن حالة أخرى مشتبه بها في مطار تشاتراباتي شيفاجي الدولي في 1 مارس.
في 2 مارس، جاءت نتيجة الاختبار إيجابية لثلاثة أشخاص آخرين، ما رفع عدد الحالات المؤكدة في البلاد إلى ست حالات. جاءت نتيجة الاختبار إيجابية لـ 16 سائحًا إيطاليًا مع سائق سيارة الأجرة التي ركبوها و6 أشخاص في أغرا. في الفترة بين 3 فبراير و1 مارس، شهدت الهند مرحلة هادئة فيما يتعلق بانتشار وباء فيروس كورونا العالمي إذ لم يبلّغ عن أي حالة جديدة. لكن الأمور تغيرت بسرعة منذ ذلك الحين، إذ أنه في الفترة ما بين 47 و 10 مارس، جاءت نتائج 47 شخصًا إيجابية لكوفيد-19. أُبلِغ عن هذه الحالات من ولاية كيرلا، وتاميل نادو، وتيلانغانا، وماهاراشترا، وكارناتاكا، وأتر برديش، ودلهي، والبنغال الغربية، وراجستان، وهاريانا، وجيه آند كيه، والبنجاب، ولاداخ، ما جعل العدد الإجمالي 75 حالة مؤكدة حتى 12 مارس. في 12 مارس، أكدت الهند أول حالة وفاة بكوفيد-19، لرجل يبلغ من العمر 76 عامًا من كارناتاكا. أُكِدت أول حالة إيجابية في آسام، في 31 مارس لرجل يبلغ من العمر 53 عامًا من كاريمجانج. يوجد 347 شخصًا حضروا تجمع ضريح نظام الدين في دلهي في آسام الآن وآخرون في أماكن مختلفة في الهند. لدى ولاية آسام أكثر من 8 حالات إيجابية ووصل العدد الإجمالي للحالات إلى 13 حالة في 1 أبريل. وتجدر الإشارة إلى أن جميع الحالات الثماني الجديدة تخص أشخاصًا كانوا قد شاركوا في تجمع جماعة التبليغ في ضريح نظام الدين في دلهي القديمة.
أُكِّدت 152 حالة إصابة جديدة بكوفيد-19 في دلهي، من بينهم 53 شخصًا من الذين حضروا التجمع في نظام الدين. وقد اعتُقِل 4053 شخصًا بموجب المادة 65 لانتهاكهم أوامر الإغلاق المفروض من الحكومة للسيطرة على انتشار فيروس كورونا، وأُغلِقت مستشفى تديره حكومة دلهي في 1 أبريل بعد أن جاءت نتيجة اختبار طبيب إيجابية لفيروس كورونا. صادقت حكومة أوديشا  للتو على تخصيص خمسة ملايين وأربعمئة ألف روبية لإطعام الحيوانات الضالة أثناء الإغلاق.
ارتفع العدد الإجمالي لحالات الإصابة المؤكدة بفيروس كورونا في الهند إلى 11933 مع تعافي 1344 (بما في ذلك حالة هجرة واحدة) وتوفي 392 حتى 15 أبريل 2020. في 24 مارس، أمر رئيس الوزراء بإغلاق البلاد لمدة 21 يومًا، ما أثر على جميع سكان الهند البالغ عددهم 1.35 مليار نسمة. في يوم الأحد، 5 أبريل، طلب رئيس وزراء الهند من جميع الهنود إظهار تضامنهم في مكافحة فيروس كورونا ودعم الإغلاق عن طريق إطفاء جميع الأضواء في منازلهم في الساعة 9 مساءً لمدة 9 دقائق.

### إندونيسيا

خريطة تفشي الوباء في إندونيسيا حتى 2 مايو 2020

أُكِّدت أول حالتين في البلاد في 2 مارس. في 17 أبريل، كانت هناك 5923 حالة مؤكدة و520 حالة وفاة و607 حالات تعافي. بحلول 9 أبريل، كانت الجائحة قد انتشرت في جميع المقاطعات.

### إيران
أبلغت إيران عن أول حالتين مؤكدتين للإصابة بفيروس كورونا المرتبط بالمتلازمة التنفسية الحادة الشديدة النوع الثاني في 19 فبراير 2020 في مدينة قم. وفي وقت لاحق من ذلك اليوم، صرحت وزارة الصحة والتعليم الطبي أن الاثنين قد توفيا.
وبحلول 21 فبراير، تأكدت إصابة 18 شخصًا بعدوى فيروس كورونا المرتبط بالمتلازمة التنفسية الحادة الشديدة النوع الثاني، ووقعت أربع حالات وفاة بكوفيد-19. في 24 فبراير، طبقاً لوزارة الصحة والتعليم الطبي، حدثت 12 حالة وفاة بكوفيد-19 في إيران، من أصل 64 حالة إصابة مؤكدة بفيروس كورونا المرتبط بالمتلازمة التنفسية الحادة الشديدة النوع الثاني.
في 25 فبراير، جاء اختبار نائب وزير الصحة الإيراني، إيراج حريري، إيجابيًا لكوفيد-19، بعد أن أظهر بعض علامات العدوى خلال المؤتمر الصحفي. في 3 مارس، ارتفع العدد الرسمي للوفيات في إيران إلى 77، وهي ثاني أعلى عدد من حالات الوفاة مسجل خارج الصين بعد إيطاليا التي تجاوزت إيران، رغم الاعتقاد أن عدد الوفيات أعلى، بحيث يصل إلى 1200 حالة وفاة بسبب رقابة الحكومة الإيرانية وسوء إدارتها النهائية لتفشي الفيروس. إيران لديها حاليًا أكبر عدد من الحالات في غرب آسيا وكذلك رابع أكبر عدد من الحالات في جميع أنحاء العالم، مع تجاوز الصين وكوريا الجنوبية وإيطاليا لها.
ارتفع عدد الوفيات في إيران إلى 2234 في 26 مارس وأُبلِغ كذلك عن 29000 حالة. تُحظر التجمعات العامة وكذلك التنقل بين المدن؛ الحدائق العامة مغلقة.

### العراق
أُكِدت أول حالة إصابة في البلاد في 24 فبراير. حتى 9 مارس، كانت هناك 67 حالة إصابة مؤكدة وسبع وفيات.

### إسرائيل
في 21 فبراير، أكدت إسرائيل أول حالة إصابة بكوفيد-19.
حتى 15 مارس، كانت هناك 200 حالة إصابة مؤكدة.
في 20 مارس، أُبلِغ عن أول حالة وفاة مؤكدة في إسرائيل.

### اليابان
أُكِدت حالة الإصابة الأولى لمواطن صيني يبلغ من العمر 30 عامًا كان قد سافر سابقًا إلى ووهان، وأصيب بحمى في 3 يناير، وعاد إلى اليابان في 6 يناير. طوكيو: تجاوزت حالات الإصابة بفيروس كورونا في اليابان 2000 حالة يوم الثلاثاء، وفقًا لحسابات رويترز بناء على بيانات الوزارة وتقارير وسائل الإعلام. أفادت وكالة أنباء كيودو أن مركزًا للمعوقين في محافظة شيبا شرق طوكيو عثر على سبع إصابات أخرى اليوم الثلاثاء ليصل إجمالى الإصابات هناك إلى 93. ذكرت صحيفة نيويورك تايمز أن اليابان، التي لديها القدرة على اختبار 7500 شخص يوميًا، قد اختبرت جزءًا صغيرًا من مصابي كوفيد-19 (بما في ذلك حاملي الفيروس الذين لا تظهر عليهم أعراض)، مُقارنةً وضع اليابان بكوريا الجنوبية حيث أُجريت اختبارات لنحو 360,000 كوري جنوبي حتى 26 مارس 2020. أشار جيفري شامان، الأستاذ في جامعة كولومبيا، أن اليابان لن تدرك كيف تسير الأمور بشكل سيئ حتى فوات الأوان.

### الأردن
في 2 مارس أُكِدت أول حالة إصابة في البلاد. وفي 26 مارس كان في الأردن 212 حالة إصابة مؤكدة. وستُفرَض غرامة تصل إلى 500 دينار (نحو 700 دولار) على أي شخص يعصي حظر التجول ليلا. وضعت الحكومة إربد تحت الحجر الصحي بعد أن سُجلت 26 حالة إصابة في المنطقة.

### كازاخستان
في 13 مارس، أُكِدت أول حالتيّ إصابة في البلاد.
حتى 21 مارس، كانت هناك 53 حالة إصابة مؤكدة، ولا وفيات.

### الكويت
أُكِّدت أول حالة في البلاد في 24 فبراير. وأكد بيان صادر عن مكتب رئيس الوزراء الكويتي أن دولة الكويت تقدِّر أهمية مساهمة الجالية الهندية الكبيرة هناك وستستمر في ضمان سلامتهم ورفاههم في الوضع الحالي.
عبر مودي عن شكره وتقديره للطمأنة.
وقال البيان أن الزعيمين قد ناقشا الجوانب المحلية والدولية لجائحة كوفيد-19 الحالية.

### قيرغيزستان
في 18 مارس تأكدت الحالات الثلاث الأولى في البلاد. إذ أكد وزير الصحة القيرغيزستاني كوسموسبيك تشولبونباييف، الأربعاء، وجود ثلاث حالات إصابة بفيروس كورونا في قيرغيزستان.
وقال في مؤتمر صحفي إن ثلاثة من مواطني قيرغيزستان جاءت نتائج اختبارهم إيجابية بعد وصولهم من السعودية.

### لاوس
حتى 24 مارس 2020، هناك حالتين مؤكدتين في لاوس.

### لبنان
في 21 فبراير 2020، أكدت لبنان أول حالة إصابة بكوفيد-19، لامرأة تبلغ من العمر 45 عامًا عائدة من مدينة قم بإيران، وكانت نتائج اختبارها إيجابية لفيروس كورونا المرتبط بالمتلازمة التنفسية الحادة الشديدة النوع الثاني ونُقِلت إلى مستشفى في بيروت. ولدى لبنان 386 حالة وتسعة وفيات حتى 25 مارس، عندما فرضت إغلاقًا حتى 12 أبريل. وأوجبت إغلاق الخدمات الأساسية، مثل الصيدليات ومحلات السوبر ماركت، عند حلول الليل.
وقالت وكالة الأنباء الوطنية (إن إن إيه) إن عدد الإصابات بكوفيد-19 ظل دون تغيير عند 333.
في غضون ذلك، قرر مجلس الوزراء تمديد حظر التجول حتى 13 أبريل، مستشهداً بالعدد المتزايد من الإصابات بفيروس كورونا.

### ماكاو
أُكِّدت أول حالة في ماكاو في 22 يناير.

### ماليزيا
في 24 يناير، عُزِل ثمانية صينيين في الحجر الصحي في فندق في جوهور باهرو بعد الاتصال بشخص مصاب في سنغافورة المجاورة. رغم أن التقارير المبكرة عن اختباراتهم أتت سلبية للفيروس، تأكدت إصابة ثلاثة منهم في 25 يناير.
في 16 فبراير، تعافت المريضة الخامسة عشر وهي مواطنة صينية بالكامل، لتصبح المريضة الثامنة التي تُعالج من الفيروس في ماليزيا. في اليوم التالي، تعافى أول ماليزي مصاب أيضًا، ليصبح المريض التاسع.
في مارس 2020، شهدت العديد من دول جنوب شرق آسيا ارتفاعًا كبيرًا في عدد الحالات بعد فعالية أقامتها جماعة تبليغ أكبر في جامع جاميك في سري بيتالينج، كوالالمبور، حيث يُعتقد أن العديد من الأشخاص أصيبوا بالعدوى. بحلول 17 مارس، كان ما يقرب من ثلثي الحالات المؤكدة في ماليزيا البالغ عددها 673 مرتبطة بالحدث. أكثر من 620 شخصًا، من بينهم هؤلاء الذين حضروا هذا الحدث من دول أخرى، أتت نتائج فحصهم إيجابية، ما يجعله أكبر مركز معروف لانتقال العدوى في جنوب شرق آسيا.
حتى 3 أبريل، كان هناك ما يزيد عن 3000 حالة مؤكدة، و50 حالة وفاة.

### جزر المالديف
في 7 مارس، أُكِّدت أول حالتيّ إصابة في البلاد. حتى اليوم هناك 8 حالات مؤكدة في جزر المالديف.

### منغوليا
في 10 مارس، أُكِّدت الحالة الأولى، لمواطن فرنسي عمره 57 عامًا قادم من رحلة موسكو-أولانباتار في 2 مارس وظهرت الأعراض في 7 مارس.

### ميانمار
في 23 مارس، أكدت ميانمار حالتيها الأولى والثانية من كوفيد-19. قالت متحدثة باسم الحكومة إن ميانمار أبلغت عن أول حالة وفاة لديها بفيروس كورونا يوم الثلاثاء وهي لرجل يبلغ من العمر 69 عامًا كان مصابًا بالسرطان وتوفي في مستشفى بالعاصمة التجارية يانغون.
وبحسب وزارة الصحة، كان قد ذهب لتلقي العلاج الطبي في أستراليا وتوقف في سنغافورة في طريق عودته إلى المنزل.

خريطة تفشي المرض في نيبال (حتى 23 مارس):
حالات مؤكدة
حالات مشتبه بها

### نيبال
أصبح الطالب النيبالي الذي كان عائدًا من ووهان الحالة الأولى للبلاد وجنوب آسيا في 24 يناير، بعد إرسال عينة إلى المركز المتعاون مع منظمة الصحة العالمية في هونج كونج. خرج من المستشفى بعد تحسن حالته وطُلِب منه الحجر الصحي الذاتي في المنزل. أُكِّدت حالة أخرى في 23 مارس 2020. إذ أتت نتيجة فحص امرأة عمرها 19 عامًا كانت قد عادت من فرنسا عبر قطر إيجابية لفيروس كورونا في كاتماندو، نيبال. وُضِعَت عائلتها في الحجر الصحي. بينما عولجت هي في مستشفى تيكو، كاتماندو. وبهذا أُكِّدت حالتين من فيروس كورونا الجديد في نيبال. وبالمثل، في 25 مارس 2020، أعلن وزير الإعلام غانيش سريفاستا أن العامل النيبالي الآخر الذي جاء من دولة خليجية أتت نتيجة اختباره إيجابية لفيروس كورونا.

### سلطنة عمان
في 24 فبراير، أُكِّدت أول حالتيّ إصابة في البلاد.

### باكستان

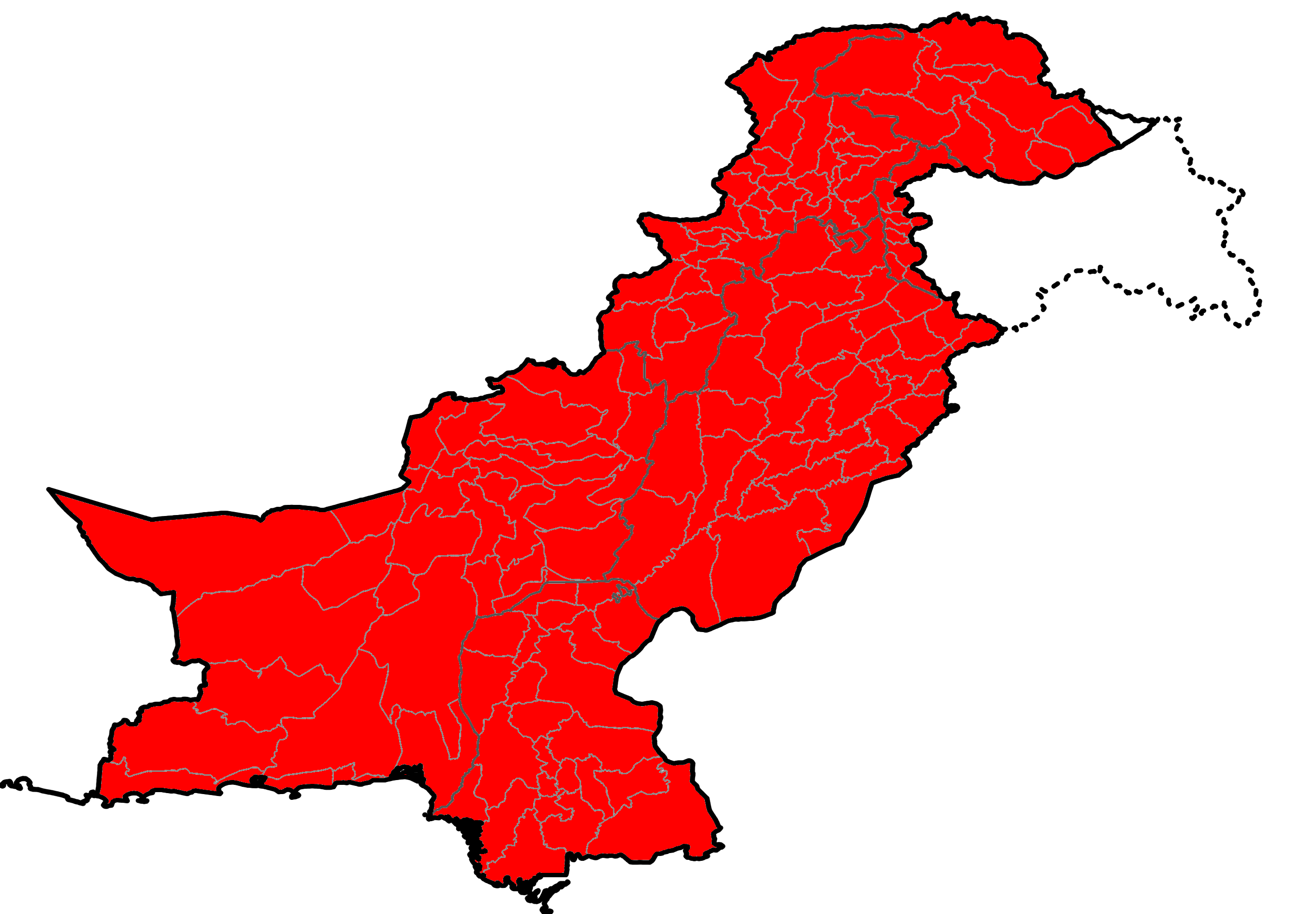
خريطة انتشار فيروس كورونا في باكستان حتى 8 أبريل 2020:
حالات مؤكدة
حالات مشتبه بها

بدأت الحكومة الباكستانية في فحص الركاب في المطارات في إسلام آباد وكراتشي ولاهور وبيشاور لمنع دخول فيروس كورونا إلى البلاد. كما أعلنت الخطوط الجوية الدولية الباكستانية الفحص المسبق للركاب قبل صعودهم على متن الطائرة في رحلاتها في مطار العاصمة بكين الدولي. في 27 يناير، قررت حكومة مقاطعة جيلجيت بالتستان تأجيل فتح المعبر الحدودي بين الصين وباكستان عند ممر كونجيراب، الذي كان مقررًا في فبراير. كما أُغلِقت الحدود الباكستانية الإيرانية.
أُكِّدت أول حالة إصابة في البلاد في 26 فبراير. في 1 مارس، أُكِدت حالتين أخرتين للإصابة بكوفيد-19 في كراتشي وإسلام آباد، وبذلك وصل العدد الإجمالي للبلاد إلى أربعة. المريض الأول والثاني المبلغ عنهما لديهما تاريخ سفر إلى إيران، حيث يعتقد مسؤولو الصحة أنهما أصيبا بالعدوى.
يُعتقد على نطاق واسع أن سيد الزلفي بخاري قد نشر عن قصد فيروس كوفيد-19 في باكستان من خلال السماح بدخول الزائرين من إيران دون الحجر الصحي.
في 3 مارس، أكدت باكستان حالة الإصابة الخامسة لديها. في مقاطعة السند، عُزِل 960 شخصًا كانوا قد سافروا مؤخرًا إلى بلادهم بعد الحج إلى إيران.
في 6 مارس، أكدت باكستان الحالة السادسة للإصابة في كراتشي. وفي اليوم نفسه أيضًا، تعافى أول مريض من كوفيد-19 في كراتشي وخرج من المستشفى. أُبلِغ عن المريض السابع بكوفيد-19 في كراتشي في 8 مارس. ثم أُبلِغ عن تسع حالات جديدة في كراتشي في اليوم التالي. وحتى 15 مارس، ارتفع العدد الإجمالي للمصابين إلى 53، بينما تعافى اثنان.
بحلول السابع عشر من مارس، أُبلِغَ عن 212 حالة إصابة بفيروس كورونا في باكستان.
حتى 19 مارس، أُبلِغ عن 380 حالة إصابة وحالتيّ وفاة في باكستان.
في 20 مارس، قفز عدد حالات الإصابة المؤكدة بفيروس كورونا في باكستان إلى 454 بعد أن أعلنت بلوشستان، والبنجاب، والسند، وجيلجيت بالتستان، وخيبر بختونخوا عن زيادة في مقاطعاتهم. أُبلِغ عن حالتيّ وفاة حتى الآن.
وبحسب البيان الصادر عن وزارة الصحة في إقليم السند، فقد ظهرت 37 حالة إصابة جديدة بالعدوى، ليصل إجمالي عدد حالات الإصابة بفيروس كورونا في السند إلى 245 مع 151 في سوكور، و93 في كراتشي وواحدة في حيدر أباد. ومن بين هؤلاء، شُفِي ثلاثة من المرضى بشكل كامل من المرض الفتاك. المريض الثالث، الذي جاءت نتيجته سلبية للفيروس اليوم، مقيم في حيدر أباد وكان قد شُخِّص في كراتشي.
في 22 مارس 2020، أبلغت باكستان عن 730 مريضًا نشطًا بكوفيد-19، وأغلقت جميع أنشطة شركات الطيران الدولية وفرضت إغلاقًا لمدة 15 يومًا في إقليم السند وقفلًا لمدة 11 يومًا في بلوشستان. في الوقت الذي تقاتل فيه باكستان الأزمة الاقتصادية، أمر رئيس الوزراء الباكستاني خان بتوزيع الأموال غير المستخدمة من منحة البنك الدولي لمشاريع البنية التحتية البالغة 40 مليون دولار لشراء أدوات المختبرات لفحص كوفيد-19. [إسلام آباد: بلغ عدد حالات كوفيد-19 في باكستان 1,865 يوم الثلاثاء، مظهرة مسارًا تصاعديًا مستمرًا إذ يسعى المسؤولون جاهدين لاحتواء انتشار المرض المرعب من خلال مناشدة الجمهور البقاء في الداخل إذ شوهد الناس في العديد من المدن يتجولون. أظهرت وزارة الخدمات الصحية في تحديثها على الموقع الإلكتروني المخصص أن أكبر مقاطعة في البنجاب بها على الأكثر 652 مريضًا.

### فلسطين
أكدت سبع حالات إصابة في دولة فلسطين في 5 مارس.

### الفلبين
تأكَّد انتشار جائحة فيروس كورونا 2019-2020 إلى الفلبين في 30 يناير 2020، عندما أُكِّدت أول حالة لمرض فيروس كورونا (كوفيد-19) في مترو مانيلا. لامرأة صينية تبلغ من العمر 38 عامًا. وقد احتُجِزَت في مستشفى سان لازارو في مانيلا. أُكِّدت الحالة الثانية في 2 فبراير، لرجل صيني يبلغ من العمر 44 عامًا كان قد تُوفِّي قبل يوم واحد، وكانت أيضًا أول حالة وفاة مؤكدة بسبب المرض خارج البر الرئيسي للصين. أُكِّدت أول حالة لشخص ليس لديه تاريخ سفر إلى الخارج في 5 مارس، وهو رجل يبلغ من العمر 62 عامًا كان يتردد على قاعة صلاة المسلمين في سان خوان دي مونتي، مترو مانيلا، ما أثار الشكوك في أن انتقال مجتمعي لكوفيد-19 يجري بالفعل في الفلبين. أُكِّدت إصابة زوجة الرجل بكوفيد-19 في 7 مارس، وهو أيضًا أول انتقال محلي يجري تأكيده.
حتى 17 أبريل 2020، كانت هناك 5,878 حالة إصابة مؤكدة بالمرض في البلاد. من بينها، سُجِّلت 487 حالة شفاء و387 حالة وفاة. أجرت الفلبين 48171 اختبارًا حتى 15 أبريل، بما في ذلك الاختبارات المكررة، واختبرت أكثر من 42,215 فردًا. في 17 أبريل، أصبحت الفلبين ثاني أكثر البلدان تضررًا في جنوب شرق آسيا، بعد أن تجاوزتها إندونيسيا؛ ومع ذلك، كانت البلاد لفترة وجيزة هي الدولة الأكثر تأثرًا في المنطقة بعد تجاوز ماليزيا في 14 أبريل. كانت أكبر زيادة في يوم واحد في عدد الحالات المؤكدة في 31 مارس، إذ أُعلِن عن 538 حالة جديدة. وفي الوقت نفسه، كانت أصغر زيادة في يوم واحد منذ الأسبوع الأخير من مارس في 4 أبريل، عندما أُعلِن عن 76 حالة جديدة فقط. سُجِلت جميع مناطق البلاد الـ 17 حالة على الأقل.
معهد أبحاث طب المناطق الحارة (RITM) في مونتنلوبا، مترو مانيلا، هو المرفق الطبي حيث اختُبِرت الحالات المشتبه بإصابتها بكوفيد-19 منذ 30 يناير 2020. قبل ذلك التاريخ، كانت الاختبارات التأكيدية تُجرى في الخارج. في الوقت الحالي، يجري ستة عشر مختبرًا محليًا (في مترو مانيلا وباغيو وبيكول وسيبو ودافاو وإيلويلو) اختبارات بينما لا تزال العديد من المختبرات تخضع لاختبار الكفاءة قبل الاستخدام.

### قطر
أبلغت قطر عن حالتها الأولى بتاريخ 29 فبراير 2020 لشخص عائد من إيران. سُجِّلت أول حالة وفاة في قطر يوم السبت، وكانت لمواطن بنغلاديشي يبلغ من العمر 57 عامًا كان يعاني بالفعل من مرض مزمن. أعلنت قطر يوم الثلاثاء عن ثاني حالة وفاة بفيروس كورونا و 88 حالة جديدة من الجائحة العالمية المميتة، ما رفع حصتها إلى 781 حالة. أعلنت الوزارة عن تعافي 11 مصاب.

### روسيا
نفذت روسيا تدابير وقائية للحد من انتشار كوفيد-19 في البلاد من خلال فرض الحجر الصحي، وتنفيذ غارات على من يحتمل حملهم للفيروس واستخدام التعرف على الوجه لفرض تدابير الحجر الصحي.
وفي 31 يناير، أُكِّدت أول حالتيّ إصابة، إحداهما في تيومين أوبلاست والأخرى في كراي عبر البايكال. كلاهما من الصينيين، وقد تعافوا منذ ذلك الحين.

### المملكة العربية السعودية
في 27 فبراير، أعلنت المملكة العربية السعودية عن تعليق مؤقت لدخول الأفراد الذين يريدون أداء العمرة في مكة المكرمة أو زيارة المسجد النبوي في المدينة المنورة، وكذلك السياح. كما مُدِدت القاعدة لتشمل الزوار الذين يسافرون من دول حيث يشكل السارس كوف-2 خطرًا.
في 28 فبراير، أعلن وزير خارجية المملكة العربية السعودية عن تعليق مؤقت لدخول مواطني دول مجلس التعاون الخليجي إلى مكة والمدينة. مع استثناء مواطني دول مجلس التعاون الخليجي الذين كانوا في المملكة العربية السعودية لأكثر من 14 يومًا متواصلًا ولم تظهر عليهم أي أعراض لـكوفيد-19 من هذه القاعدة.
أكدت السعودية الحالة الأولى في 2 مارس، وكانت لمواطن سعودي عائد من إيران عبر البحرين.
يوم الخميس، 19 مارس، أوقفت المملكة العربية السعودية إقامة الصلوات اليومية وصلاة الجمعة الأسبوعية داخل وخارج أسوار الحرمين في مكة والمدينة للحد من انتشار فيروس كورونا. حتى يوم الخميس، أُبلِغ عن 334 حالة مؤكدة في السعودية وتعافت ثماني حالات. لم يُبلَّغ عن حالات وفاة.
أعلنت المملكة العربية السعودية يوم الجمعة 20 مارس أنها ستعلق جميع رحلات الطيران الداخلية، والحافلات، وسيارات الأجرة، والقطارات لمدة 14 يومًا في خضم التفشي العالمي لفيروس كورونا.
في اجتماع افتراضيّ لمجموعة العشرين، برئاسة الملك سلمان في 25 مارس، قُدِّمَت تعهدات جماعية بضخ 4.8 تريليون دولار في الاقتصاد العالمي لمواجهة الآثار الاجتماعية والمالية للجائحة.
في 26 مارس، أعلنت السلطات عن إغلاق تام للرياض ومكة والمدينة، بالإضافة إلى حظر تجول على مستوى الدولة. وصل عدد الحالات المبلغ عنها 1012 حالة إصابة و4 وفيات.

### سنغافورة
أُكِّدت أول حالة إصابة في سنغافورة في 23 يناير. لاحقًا في 4 فبراير، أُبلِغَ عن الحالات الأولى المصابة بالعدوى محليًا. وحُدِّد أن يونغ تاي هانغ، وهو متجر يخدم بشكل رئيسي السياح الصينيين، بصفته مكان الإصابة، حيث أصيبت أربع نساء بالفيروس بدون تاريخ سفر حديث إلى الصين.
حتى 3 أبريل، كان هناك ما مجموعه 1114 حالة مؤكدة مع 5 وفيات. في اليوم السابق، كانت هناك 127 حالة مؤكدة لم تُنسب إلى منطقة عالية الخطورة أو مصدر محلي لانتقال العدوى.

منحنى جائحة كوفيد-19 في كوريا الجنوبية

### كوريا الجنوبية
أُعلِن عن أول حالة مؤكدة لتفشي مرض فيروس كورونا (كوفيد-19) في كوريا الجنوبية في 20 يناير 2020. في 19 فبراير، زاد عدد الحالات المؤكدة بـ 20 حالة وفي 20 فبراير بـ53 حالة، ما أدى إلى ما مجموعه 104 حالة، وفقًا لمراكز كوريا للسيطرة على الأمراض والوقاية منها ( كيه سي دي سي)، وتُعزى القفزة المفاجئة في الغالب إلى المريض «رقم 31» الذي حضر تجمعًا في كنيسة يسوع شينشيونجي، معبد خيمة كنيسة الشهادة في دايغو. في 20 فبراير 2020، كان عدد الحالات المؤكدة في كوريا الجنوبية هو ثالث أكبر عدد بعد الصين والعدوى على سفينة الأميرة الماسية. بحلول 24 فبراير، كان عدد الحالات المؤكدة في كوريا الجنوبية ثاني أكبر عدد من الإصابات؛ وفي 14 مارس 2020، كان لديها رابع أكبر عدد من الإصابات. سبب ارتفاع عدد الحالات المؤكدة هو العدد الكبير من الاختبارات التي أجريت. إذ أُجريّ في كوريا الجنوبية اختبار لأكثر من 66650 شخص في غضون أسبوع من أول حالة انتقال مجتمعي، وسرعان ما أصبحت كوريا الجنوبية قادرة على إجراء اختبارات لـ 10000 شخص يوميًا.

### سيريلانكا
أُكِدت أول حالة إصابة في البلاد في 27 يناير، ثم كان لدى سريلانكا 29 حالة في 16 مارس، و146 حالة في 01 أبريل. اعتبارًا من 1 أبريل 2020، تعقبت السلطات السريلانكية أكثر من 14000 شخصًا اختلطوا بالمرضى وحددتهم وأمرتهم بالحجر الذاتي.

### سوريا
لتعامل سوريا بالفعل مع الحرب الأهلية المنتشرة على أراضيها، تُثار مخاوف من أنها ستكون الدولة الأكثر تضررًا، بعد عدد من الحالات التي عُثِر عليها في العراق ولبنان والأردن المجاورين لها، وانهيار نظام الرعاية الصحية نتيجة للحرب الأهلية. أمرت حكومة كردستان العراق في 2 مارس، في تعاون نادر مع نظيرتها السورية، بإغلاق كامل للحدود السورية العراقية لوقف الانتشار.
أُكِّدت أول حالة إصابة في سوريا في 22 مارس.

الحالات المؤكدة في المقاطعات التايلاندية:
0
1
2~4
5~9
10~19
20~29
30~49
50~74
75~99
100+

### تايوان
أُكِّدت أول حالة إصابة في تايوان في 21 يناير.

### تايلاند
في 13 يناير، أكَّدت تايلاند حالة الإصابة الأولى لديها، التي كانت كذلك الأولى خارج الصين.
في 1 مارس، أُبلِغ عن أول حالة وفاة مؤكدة في تايلاند.
حتى 16 مارس، كان هناك ما مجموعه 147 حالة مؤكدة وحالة وفاة واحدة، من بينهم 108 شخصًا محتجزين في المستشفيات و38 خرجوا.

### تركيا
في 11 مارس 2020 (UTC + 03: 00)، أعلن وزير الصحة فخر الدين قوجة أن رجلًا تركيًا أصيب بالفيروس أثناء سفره في أوروبا هو أول حالة إصابة بفيروس كورونا في البلاد.
في 12 مارس 2020، أعلنت الحكومة التركية إغلاق المدارس الابتدائية، والمدارس المتوسطة، والمدارس العليا، والجامعات في تركيا اعتبارًا من 16 مارس 2020.

### الإمارات العربية المتحدة
أكدت الإمارات العربية المتحدة حالة الإصابة الأولى لديها في 29 يناير. وكانت بذلك أول دولة في الشرق الأوسط تبلغ عن حالة مؤكدة.
أُبلِغ عن أول حالة وفاة بسبب كوفيد-19 في 20 مارس.
فُرض حظر تجول من الساعة 8 مساءً حتى 6 صباحًا في 26 مارس بعد إغلاق الشواطئ ومراكز التسوق والمطارات. توقفت وسائل النقل العام. أُطلِقت حملة تطهير وتعقيم في جميع أنحاء البلاد خلال ساعات حظر التجول.

### أوزبكستان
في 15 مارس أكِّدت أول حالة إصابة في البلاد.

### فيتنام
- بين 22 يناير- 25 فبراير، اكتُشِف 16 مصابًا بكوفيد-19، معظمهم ينتمون لمجموعة من العمال عائدة من ووهان، وأقاربهم. ومن بين الآخرين، مواطنان صينيان، وموظف استقبال فيتنامي اختلط معهما، وأميركي فيتنامي كان لديه توقف لمدة ساعتين في ووهان لدى عودته من الولايات المتحدة. في 25 فبراير، كانت جميع الحالات الـ 16 قد تعافت.[128][129][130][131][132]
- في 6 مارس، أعلنت وزارة الصحة الفيتنامية عن وجود  28 مصاب. يرتبط معظمهم بـ «المريض رقم 17» والرحلة VN0054 من لندن إلى هانوي مع ركابها و «المريض رقم 34». الحالة الوحيدة التي لا علاقة لها بأي من المجموعات الجديدة المذكورة هي لعامل فيتنامي عائد من دايغو.[133]
- من 6 إلى 27 مارس أُكِّد باستمرار وجود حالات إصابة بكوفيد-19 في فيتنام.

### اليمن
أُكِّد انتشار الجائحة إلى اليمن عندما أُبلِغ عن أول حالة إصابة مؤكدة بالفيروس في حضرموت في 10 أبريل.
تعتبر اليمن معرضة بشدة للتأثر بالوباء، نظرًا للحالة الإنسانية الأليمة بسبب الحرب الأهلية، والتي تفاقمت بسبب المجاعة وتفشيات الكوليرا والحصار العسكري من قبل المملكة العربية السعودية وحلفائها.

## الوقاية في الدول الأخرى

### إقليم المحيط الهندي البريطاني
حتى 4 أبريل لم تكن هناك حالات في إقليم المحيط الهندي البريطاني. أضيفت قيود جديدة للقيود المشددة بالفعل على الدخول إلى الجزر، لوجود قاعدة عسكرية في دييغو غارسيا، مع تعليق تراخيص السفن الزائرة. يخضع جميع الأشخاص الذين يصلون إلى الإقليم لحجر صحي لمدة 14 يومًا؛ كما سُنَّت تدابير للإبعاد الاجتماعي.

### تركمانستان
لا توجد حالات مؤكدة للإصابة بـكوفيد-19 في تركمانستان. وقد فرضت الحكومة رقابة على استخدام كلمة «فيروس كورونا».

### كوريا الشمالية
في 7 فبراير، زعمت دايلي إن كيه وهي واحدة من وسائل الإعلام الكورية الجنوبية أن خمسة كوريين شماليين في سينويجو بمقاطعة بيونغان الشمالية قد لقوا حتفهم. في نفس اليوم، ذكرت صحيفة كوريا تايمز أن امرأة كورية شمالية تعيش في العاصمة بيونغيانغ قد أصيبت بالفيروس. ورغم عدم تأكيد السلطات الكورية الشمالية لهذه المزاعم، نفذت البلاد إجراءات أكثر صرامة لمكافحة انتشار الفيروس.
في 29 فبراير، دعا كيم جونغ أون لاتخاذ تدابير أقوى لمنع كوفيد-19 من الانتشار إلى كوريا الشمالية.
في 18 مارس 2020، أمر كيم جونغ أون ببناء مستشفيات جديدة في كوريا الشمالية مع استمراره في إنكار وجود أي حالات إصابة بكوفيد-19 في كوريا الشمالية. كما أفادت وسائل الإعلام الحكومية في كوريا الشمالية أن العمل في مستشفى جديد كان جارياً في اليوم السابق يوم الثلاثاء 17 مارس. وبحسب ما ورد أخبر كيم جونغ أون صحيفة مرتبطة بحزب العمال الحاكم في كوريا أن بناء المستشفيات الجديدة يجري من أجل التحسين العام لنظام الرعاية الصحية في البلاد دون إشارة لكوفيد-19.
في 20 مارس 2020، قالت وسائل الإعلام الكورية الشمالية أنه قد أُطلِق سراح أكثر من 2,590 شخصًا من الحجر الصحي في مقاطعتي بيونغان الشمالية وبيونغان الجنوبية. وأنه قد أُفرِج عن جميع الأجانب المحجوزين باستثناء ثلاثة.
في 26 مارس، أفادت الفاينانشيال تايمز ورويترز أن كوريا الشمالية تطلب سرًا المساعدات الأجنبية لمحاربة كوفيد 19 بينما تنفي وجود أي حالات في البلاد. أفاد موقع دايلي إن كيه، وهو موقع إخباري يركز على كوريا الشمالية، أن 180 جنديًا كوريًا شماليًا ماتوا إثر إصابتهم بالفيروس في يناير وفبراير، وأُرسِل 3700 آخرين للحجر الصحي. كما أفاد إن. كيه أن خمسة أشخاص ماتوا إثر إصابتهم بفيروس كورونا في سينويجو، بينما أفادت صحيفة «تشوسون إلبو» الكورية الجنوبية بوجود حالتين مشتبه بهما في تلك المدينة.